# IC 345
IC 345 — галактика типу S0-a (спіральна галактика) у сузір'ї Ерідан.
Цей об'єкт міститься в оригінальній редакції індексного каталогу.